# Rezolucija Vijeća sigurnosti UN-a 1481
Rezolucijom Vijeća sigurnosti UN-a 1481, jednoglasno usvojenom 19. svibnja 2003., nakon pozivanja na rezolucije 827 (1993.), 1166 (1998.), 1329 (2000.), 1411 (2002.) i 1431 (2002.), Vijeće je izmijenilo statut Međunarodnog kaznenog suda za bivšu Jugoslaviju (MKSJ) kako bi privremenim sucima omogućilo suđenje u pretprocesnim postupcima u drugim slučajevima prije njihovog imenovanja za suđenje.
Vijeće sigurnosti bilo je uvjereno u potrebu proširenja ovlasti sudaca ad litem na MKSJ-u kako bi im se omogućilo da sude u drugim pretprocesnim postupcima prije imenovanja za suđenje, te je, postupajući prema Poglavlju VII Povelje Ujedinjenih naroda, u skladu s tim izmijenilo statut. Promjenu je predložio Theodor Meron, predsjednik MKSJ-a, koji je dodao da bi se tom mjerom učinkovito iskoristilo vrijeme privremenih sudaca i da ne bi došlo do dodatnih troškova za Ujedinjene narode.

## Vanjske poveznice
| Wikizvor | Engleski Wikizvor ima izvorni tekst na temu: United Nations Security Council Resolution 1481 |

- Text of the Resolution at undocs.org